# Brunovce
Brunovce (em húngaro: Brunóc) é um município da Eslováquia, situado no distrito de Nové Mesto nad Váhom, na região de Trenčín. Tem 5,82 km² de área e sua população em 2018 foi estimada em 570 habitantes.

## Demografia
| Ano:        | 1994 | 2004   | 2014   | 2024    |
| ----------- | ---- | ------ | ------ | ------- |
| Broj ljudi: | 534  | 544    | 551    | 638     |
| Razlika:    |      | +1,87% | +1,28% | +15,78% |

| Ano:               | 2023 | 2024   |
| ------------------ | ---- | ------ |
| Número de pessoas: | 632  | 638    |
| Diferença:         |      | +0,94% |